# 고기봉
고기봉(高奇峯, 1905년 3월 5일 ~ 1970년 12월 27일)은 대한민국의 정치인이다. 제5대 국회의원을 지냈다.

## 학력
- 곡성석곡보통학교 졸업
- 중앙국민훈련원정치부 수료

## 경력
- 구례군 마산면장
- 구례군 마산수리조합장
- 민주당 구례군당위원장
- 민주당 중앙위원

## 역대 선거 결과
|  | 23.46% |

|  | 51.75% |

|  | 3.71% |

|  | 1.34% |